# Hippolyte Pignat
Hippolyte Pignat (* 6. Dezember 1813 in Vouvry; † 15. Januar 1885 ebenda, katholisch, heimatberechtigt in Vouvry) war ein Schweizer Politiker (liberal/radikal).

## Biografie
Hippolyte Pignat kam am 6. Dezember 1813 in Vouvry als Sohn des Obersten, einflussreichen und begüterten Notars Michel Pignat und der Marguerite geborene Guerraty zur Welt. Pignat besuchte zunächst die Kollegien in Brig und Freiburg, nahm anschliessend Zeichenunterricht in Bern sowie in Genf bei Rodolphe Töpffer, ehe er eine Geometerlehre in Freiburg abschloss. Danach absolvierte er eine juristische Ausbildung an der Rechtsschule in Sitten.
In der Folge war Hippolyte Pignat, ein Grossgrundbesitzer, ab 1836 als Notar und Geometer tätig. Pignat heiratete 1841 Fanchette, die Tochter des Pierre Roch. Er verstarb am 15. Januar 1885 wenige Wochen nach Vollendung seines 71. Lebensjahres in Vouvry.

## Politischer Werdegang
Der liberal gesinnte Hippolyte Pignat, der ideologisch den Brüdern Joseph-Hyacinthe, Louis und Maurice Barman nahestand, trat 1843 dem Komitee von Martigny bei. Als einer der Anführer der Jungen Schweiz 1844 in die Schlacht am Trient verwickelt, flüchtete Pignat nach deren Niederlage zuerst nach Chessel, danach weiter ins Elsass.
Nach seiner Rückkehr in die Schweiz gehörte er zwischen 1847 und 1848 der provisorischen Regierung an, ehe er bis 1853 im Staatsrat die Leitung des Finanzdepartements innehatte. Im unmittelbaren Anschluss war er bis 1861 als Richter am Bezirksgericht Monthey eingesetzt. Zudem vertrat er zwischen 1840 und 1844, 1847 und 1848 sowie 1852 und 1885 die Radikalen im Walliser Grossen Rat. Auf Bundesebene nahm Pignat für den Kanton von 1856 bis 1857 Einsitz in den Ständerat. Auf kommunaler Ebene amtierte er von 1841 bis 1845 als Gemeinderichter sowie von 1855 bis 1876 als Gemeindepräsident von Vouvry. Ab 1871 führte Pignat die radikale Opposition an. 
Hippolyte Pignat war 1859 am Bau der Eisenbahnlinie Bouveret-Saint-Maurice, der Ligne du Tonkin, beteiligt.